# Taktaszada, Borsod-Abaúj-Zemplén
Taktaszada este un sat în districtul Szerencs, județul Borsod-Abaúj-Zemplén, Ungaria, având o populație de 2.010 locuitori (2011). 

## Demografie
Componența etnică a satului Taktaszada
     Maghiari (76,35%)
     Romi (23,65%)
Componența confesională a satului Taktaszada
     Romano-catolici (47,86%)
     Reformați (25,92%)
     Fără religie (3,23%)
     Greco-catolici (2,19%)
     Necunoscută (20,8%)
     Alte religii (1,19%)
Conform recensământului din 2011, satul Taktaszada avea 2.010 locuitori. Din punct de vedere etnic, majoritatea locuitorilor (76,35%) erau maghiari, cu o minoritate de romi (23,65%). Nu există o religie majoritară, locuitorii fiind romano-catolici (47,86%), reformați (25,92%), persoane fără religie (3,23%) și greco-catolici (2,19%). Pentru 20,8% din locuitori nu este cunoscută apartenența confesională.